# Anthidium illustre
Anthidium illustre es una especie de abeja del género Anthidium, familia Megachilidae. Fue descrita científicamente por Cresson en 1879.

## Sinónimos
Los sinónimos de esta especie incluyen:
- Anthidium serranum Cockerell, 1904
- Callanthidium illustre (Cresson, 1879)

## Distribución geográfica
Esta especie habita en América Media y del Norte.